# Округ Делавер (Њујорк)
Округ Делавер (енгл. Delaware County) је округ у америчкој савезној држави Њујорк. По попису из 2010. године број становника је 47.980.

## Демографија
Према попису становништва из 2010. у округу је живело 47.980 становника, што је 75 (0,2%) становника мање него 2000. године.
| Група             | 2000.          | 2010.          |
| Белци             | 45.693 (95,1%) | 44.706 (93,2%) |
| Афроамериканци    | 568 (1,2%)     | 779 (1,6%)     |
| Азијати           | 257 (0,5%)     | 367 (0,8%)     |
| Хиспаноамериканци | 983 (2,0%)     | 1.560 (3,3%)   |
| Укупно            | 48.055         | 47.980         |